# Struthanthus polystachyus
Struthanthus polystachyus là một loài thực vật có hoa trong họ Loranthaceae. Loài này được (Ruiz & Pav.) G.Don miêu tả khoa học đầu tiên năm 1834.